# Доминичи, Джованни
Джованни Доминичи (итал. Giovanni Dominici, 1356, Флоренция — 10 июня 1419, Буда) — итальянский кардинал и писатель. Его идеи оказали глубокое влияние на творчество Фра Беато Анджелико.

## Биография
Посмертный ребёнок Доменико ди Банчино и венецианки Паолы Цорци.
В 1372 году после исцеления вступил в орден доминиканцев в монастыре Санта-Мария-Новелла. По возвращении из Парижа, где он закончил своё богословское образование, он в течение двенадцати лет был профессором и проповедником в Венеции.
В 1388 год переехал в Венецию.
Беатифицирован папой Григорием XVI в 1832 году, день памяти — 10 июня.